# Кирсанова, Антонина Анатольевна
Антони́на Анато́льевна Кирса́нова (род. 10 июля 1998, Новоуральск, Свердловская область) — российская биатлонистка, чемпионка России. Мастер спорта России (2017).

## Биография
Родилась в Новоуральске Свердловской области. Отец Антонины, Анатолий Владиславович, был призёром чемпионатов СССР по биатлону. В семье есть также старшая сестра Алина (род. 1994), была победителем первенства России. 
Сначала занималась лыжными гонками, а с сезона 2015/16 выступает в биатлоне. Тренируется под руководством своего отца.
Выпускница училища олимпийского резерва №1 г. Екатеринбург. Обучалась в Уральском государственном экономическом университете.
До 2023 года на внутрироссийских соревнованиях выступала за родную за Свердловскую область, сейчас представляет Ямал.

### Спортивная карьера
Неоднократно становилась призёром всероссийских соревнований по биатлону среди юниорок.
Первые успехи в карьере пришлись на сезон 2021/22, по ходу которого она стала призёром спринтерских гонок на этапах Кубка России в Тюмени и Ижевске, а на чемпионате страны выиграла золото в командной гонке и серебро в эстафете. В сентябре 2022 года завоевала серебро летнего чемпионата России в эстафете в Чайковском.
В сезоне 2023/24 стала бронзовым призёром чемпионата России в командной гонке, а через год результат был повторён в смешанной эстафете.